# Maurice Kakou Guikahué
Pour les articles homonymes, voir Kakou (homonymie).
Maurice Kakou Guikahué, né en 1951, est professeur agrégé de cardiologie et homme politique de Côte d'Ivoire. Il est député de Gagnoa sous-préfecture, vice-président de l'Assemblée Nationale de Côte d'Ivoire.
Le Prof. Maurice Kakou Guikahué est le premier cardiologue ivoirien spécialisé en cardiopediatrie et le deuxième cardiologue à être spécialisé dans cette discipline en Afrique. Il est le premier ivoirien à rejoindre the Boston Children's Hospital d'Harvard. Il est l'auteur de plusieurs publications scientifiques. Le Prof. Maurice Kakou Guikahué est le Président-Fondateur de la Société ivoirienne de cardiologie depuis 2012.
Il est le médecin personnel du Président Félix Houphouet-Boigny en 1993.
Médecin de formation, proche des populations rurales, il préconise un rapport sud-sud en ce qui concerne l'accès aux médicaments. Il propose un rapprochement avec les pays sud-américains notamment le Brésil et la Colombie pour l'élaboration de médicaments génériques moins coûteux pour les populations pauvres de Côte d'Ivoire. Cette position ne plaît pas aux bailleurs de fonds européens. Le scandale des 18 milliards de l'Union Européenne éclate. Le Ministre de la Santé est retiré du gouvernement en 1999. Accusé à tort, l'ancien Ministre de la santé Maurice Kakou Guikahué est innocenté par la justice sous le régime du président Laurent Gbagbo.
Le Prof. Maurice Kakou Guikahué est Vice-président du PDCI-RDA, parti leader de l'opposition ivoirienne. Le Président Henri Konan Bédié le nomme Secrétaire Executif, Chef du secrétariat exécutif du parti lors du 12e Congrès de 2013. Il occupe cette fonction jusqu'en mars 2024.
En 2020, l'opposition appelle au boycott de l'élection présidentielle prévue le 31 octobre 2020 et forme le Conseil national de transition qui souhaite « un retour à la légalité constitutionnelle » et l'« organisation d'élections justes, transparentes et inclusives ». Le CNT, présidé par Henri Konan Bédié, conteste en particulier le caractère constitutionnel de la candidature du président Alassane Ouattara. Le 03 novembre 2020, l'armée encercle le domicile du Président Henri Konan Bédié et y arrête plusieurs personnalités présentes sur les lieux dont le Prof. Maurice Kakou Guikahué, qui sera emprisonné,. Il est accusé par le procureur de « complot contre l'autorité de l'État », « mouvement insurrectionnel », « assassinat » et « actes de terrorisme ». Le 11 décembre, il est transféré de la maison d'arrêt vers le Centre hospitalier universitaire en raison d'un malaise cardiaque. Le 20 décembre, Kakou Guikahué est transféré à Paris pour raison médicale. Il est placé sous contrôle judiciaire en 2021.
Henri Konan Bédié, président du PDCI depuis 1994, meurt le 1er août 2023. Le doyen d'âge des Vice-présidents, M. Cowppli-Boni Kwassi Alphonse assure les fonctions de président par intérim du Pdci-Rda. Le 17 novembre 2023, la campagne pour élire un remplaçant à la tête du parti s'ouvre. Le Prof. Maurice Kakou Guikahué pose sa candidature à la présidence du parti. Celle-ci est écartée le 3 décembre par les instances du parti du fait du contrôle judiciaire dont il faisait l’objet.
Le 04 décembre 2023, la direction de campagne du Prof. Maurice Kakou Guikahué considère ce rejet comme arbitraire et infondée. Elle cite le rapport du Comité électoral et indique que: "de ce rapport, du Comité électoral il ressort que le candidat Maurice KAKOU GUIKAHUE, Chef du Secrétariat Exécutif et Vice-Président du PDCI-RDA remplit toutes les conditions et est éligible au regard des critères des statuts du PDCI- RDA. Cependant, qu’en raison de la procédure de contrôle judiciaire dont il est l’objet, le Comité Electoral ne peut prendre le risque de lui permettre de compétir pour la Présidence du PDCI-RDA".
Le 07 décembre 2023, la justice ivoirienne lève le contrôle judiciaire qui pesait sur plusieurs personnalités politiques dont le Prof. Maurice Kakou Guikahué.
Le 11 décembre 2023, le Prof. Maurice Kakou Guikahué tient une conférence de presse au cours de laquelle il annonce son retrait de la course à la présidence du PDCI-RDA. Il déplore "un manque flagrant de solidarité" qu'il considère comme " un mauvais signal envoyé aux militants et militantes intrépides et de conviction de notre Parti". Il prend acte de l'élimination de sa candidature et conclut qu'il ne saisira pas la justice contre le PDCI-RDA malgré cette décision arbitraire.
Le 17 janvier 2025, Tidjane Thiam, Président du PDCI-RDA le nomme Conseiller politique. Il demissionne le 15 mai 2025.